# Różanecznik Schlippenbacha
Różanecznik Schlippenbacha (Rhododendron schlippenbachii) – gatunek krzewu, należący do rodziny wrzosowatych. Pochodzi z Japonii oraz Korei. Rośnie na kamienistych zboczach gór, a także jako dominujący gatunek podszytu leśnego. Gatunkowa nazwa została nadana na cześć barona a. von Schlippenbacha, który odkrył gatunek u wybrzeży Korei.

## Morfologia
PokrójRozłożysty krzew dorastający do wysokości 2–5 metrów.
LiścieCienkie, odwrotnie jajowate, opadające jesienią, zmieniające kolor na karminowy.
KwiatyRóżowe z czerwonawymi przebarwieniami, wydzielające przyjemny zapach. Występują w maju i czerwcu.

## Uprawa
WymaganiaW Polsce jest mrozoodporny (strefy mrozoodporności 4–9), doskonale znosi bez szwanku najcięższe u nas mrozy, pod warunkiem, że na jesieni został dobrze nawodniony. Lubi miejsca półcieniste do słonecznych, o stałej wilgotności podłoża. Podłoże powinno być żyzne, próchniczne, o kwaśnym odczynie (pH 4–5). Takie podłoże można otrzymać poprzez dodanie do dobrej ziemi ogrodniczej kwaśnego torfu, zmielonej kory lub przegnitego igliwia. Źle toleruje silne wiatry (powodujące zwiększoną transpirację), dlatego powinien rosnąć na zasłoniętym stanowisku. Doskonale prezentuje się na tle iglaków.
Sposób uprawySadzi się go tylko wraz z bryłą korzeniową. W utrzymaniu wilgoci pomaga ściółkowanie podłoża. Łatwo można przesadzać nawet duże różaneczniki (oczywiście wraz z bryłą korzeniową), gdyż mają zwartą, niedużą bryłę korzeniową. Należy systematycznie nawozić od maja do sierpnia, ale niedużymi dawkami nawozów, gdyż jest wrażliwy na zasolenie gleby, lub stosować nawozy o przedłużonym działaniu. Koniecznie należy stosować nawozy kwaśne (siarczan amonu, siarczan potasu), a najlepiej specjalne mieszanki nawozów do rododendronów. Nie należy wapnować. Aby rośliny obficie kwitnęły na następny rok, należy po przekwitnięciu ściąć całe kwiatostany, gdyż stają się nieładne, a ponadto wyczerpują nadmiernie roślinę. Nie wymaga żadnego cięcia, należy tylko usuwać uschnięte liście i obumarłe pędy.